# Federación Mexicana de Scouts Independientes
La Federación Mexicana de Scouts Independiente, A.C. es una Asociación Civil dedicada a reunir a todas las asociaciones escultistas de México que no sean miembros de la Organización Mundial del Escultismo, teniendo como base los lineamientos que marca el fundador del Escultismo, Lord Robert S.S. Baden-Powell of Gilwell. Reconocida por la Federación Mundial de Scouts Independientes en el 2003.
Esta asociación busca ante todo promover un Escultismo Tradicional, entendiendo el tradicionalismo como aquel que propone continuar con las bases educativas del escultismo propuestas por el fundador Baden Powell, así como de todos aquellos que sustentaron las bases de lo que hoy conocemos como Escultismo, como es el caso del libro “El sistema de patrullas” del Gral. Roland Philipps, no recibir remuneración alguna con el fin de llegar a todas las clases sociales. Sin embargo, siempre se trata de no volverse anacrónicos y realmente ser parte de un Movimiento, donde los cambios se generen por los propios Miembros Beneficiarios en lugar de por los Adultos. Todo lo anterior, basándose en un marco de lealtad al mismo y respeto a todas las asociaciones Escultas, con el fin de promover la Hermandad Scout.